# Arc Àrtabre

El golf Àrtabre

L'Arc Àrtabre o golf Àrtabre és la denominació comuna amb la qual es coneixen les ries de la Corunya, Betanzos, Ares i Ferrol, l'autoria de la qual correspon al geògraf Ramón Otero Pedrayo.
En altres paraules, el golf Àrtabre coincideix amb el final de la Costa da Morte i el principi de les Rías Altas, i també es correspon amb el que els geògrafs grecoromans Estrabó, Pomponi Mela i Plini designaven com Portus Magnus Artabrorum.
L'arc Àrtabre té una amplària màxima de 5800 metres i s'endinsa uns 5600 metres cap a la desembocadura del riu Mero a Santa Cristina, al municipi d'Oleiros.